# Welton (Iowa)
Welton es una ciudad ubicada en el condado de Clinton en el estado estadounidense de Iowa. En el Censo de 2010 tenía una población de 165 habitantes y una densidad poblacional de 232,51 personas por km².

## Geografía
Welton se encuentra ubicada en las coordenadas 41°54′28″N 90°35′46″O / 41.90778, -90.59611. Según la Oficina del Censo de los Estados Unidos, Welton tiene una superficie total de 0.71 km², de la cual 0.71 km² corresponden a tierra firme y (0%) 0 km² es agua.

## Demografía
Según el censo de 2010, había 165 personas residiendo en Welton. La densidad de población era de 232,51 hab./km². De los 165 habitantes, Welton estaba compuesto por el 96.36% blancos, el 0% eran afroamericanos, el 0% eran amerindios, el 0% eran asiáticos, el 0% eran isleños del Pacífico, el 0% eran de otras razas y el 3.64% pertenecían a dos o más razas. Del total de la población el 0.61% eran hispanos o latinos de cualquier raza.